# تعلیمخانه
تعلیم‌خانه منطقه‌ای است که در قسمت شمال غربی میدان تقسیم در منطقه بی‌اوغلو استانبول واقع شده است. اگرچه مرزهای دقیق آن مشخص نیست، اما از شرق با پارک تقسیم گزی، از شمال به الماداغ و از شمال غرب و غرب توسط تارلاباشی احاطه شده است.